# J. W. Ståhlbom
J. W. Ståhlbom (Stålbom) var en svensk målarmästare och kyrkomålare.
Ståhlbom som var verksam i trakterna runt Varberg blev mästare under Göteborgs Målareämbete 1825. Under 1830-talet dekorationsmålade han kyrkorna Horred och Öxnevalla i Västergötland. Han kom därefter huvudsakligen att arbeta i Halländska och Skånska kyrkor och dekorationsmålade bland annat Vinbergs och Askome i Halland och Allerums kyrka i Skåne. Till hans ´främsta arbeten räknades takmålningen i Vinbergs kyrka som gav en illusion om det var en öppning i taket. 